# یوکا ویرتانن (بازیکن هاکی روی یخ)
یوکا ویرتانن (فنلاندی: Jukka Virtanen؛ زادهٔ ۱۵ ژوئیهٔ ۱۹۵۹) بازیکن هاکی روی یخ اهل فنلاند بود.